# Theodore Rooseveltdam
De Theodore Rooseveltdam is een waterkracht-stuwdam aan de Salt River in de Amerikaanse staat Arizona, ten noordoosten van Phoenix. De dam werd geconstrueerd tussen 1903 en 1911, en bij ingebruikname genoemd naar de toenmalige president van de Verenigde Staten, die de dam op 18 maart 1911 zelf inhuldigde.
De dam is sinds 1996 109 m hoog en vormt Theodore Roosevelt Lake. De dam werd gebouwd tussen 1905 en 1911 en werd gerenoveerd en uitgebreid tussen 1989 en 1996. De dam dient voornamelijk voor irrigatie, watervoorziening en overstromingsbeheersing en heeft ook een waterkrachtcapaciteit van 36 megawatt. De dam is aan de kruin 6,6 m breed, en aan de basis 60 m. Het volume van de damwand is 463.000 m³, de capaciteit van de overlaat is 4.200 m³/s.

## Geschiedenis
De Newlands Reclamation Act van 1902 creëerde de United States Reclamation Service, die tot doel had irrigatieprojecten te ontwerpen en te bouwen om de vestiging van nieuwe gemeenschappen in het droge westen van de VS te helpen. Eerdere inspanningen van particulieren en particuliere irrigatiebedrijven waren ontoereikend en vaak niet succesvol. Met de oprichting van de Reclamation Service werd de leidende rol van de federale overheid bij de ontwikkeling van grootschalige irrigatieprojecten stevig verankerd.
Wat de Rooseveltdam zou worden, was een van de oorspronkelijke vijf federale projecten die op 14 maart 1903 werden goedgekeurd, onder de wet, en het eerste grote project dat werd voltooid.
De bouw van de Rooseveltdam begon in 1903. Het primaire doel van het project was het bieden van wateropslag voor het Salt River Project en overstromingsbeheersing van de Salt River Valley. In 1906 startte het Congres de federale productie van elektriciteit door de Reclamation Service toestemming te geven om waterkracht te ontwikkelen en te verkopen bij het Salt River Project. De dam werd voltooid in 1911 nadat verschillende verwoestende overstromingen de bouwvoortgang in 1905 hadden onderbroken. Voltooid voor een bedrag van $ 10 miljoen, was het voor zijn tijd de grootste gemetselde dam ter wereld, en een van de hoogste, die de 41 m hoge Lake Hemet Dam, in 1895 in gebruik genomen en gelegen bij Idyllwild-Pine Cove, overtrof met een toenmalige damhoogte van 86 m en een lengte van 216 m.  De 2 miljoen m³ watervolume maakte Roosevelt Lake een tijdlang 's werelds grootste kunstmatige stuwmeer.
De dam werd in 1963 erkend als National Historic Landmark, maar werd in 1999 van de lijst gehaald.

## Latere uitbreiding
In 1989 werd begonnen met een ambitieus uitbreidings- en renovatieproject bij de Rooseveltdam. De damwand werd opnieuw bekleed met beton en de hoogte werd verhoogd met 23 m tot 109 m, wat tot gevolg had dat de opslagcapaciteit van Roosevelt Lake met ongeveer 20% toenam. Dit project, dat drie andere grote bouwcontracten in verband met de dam omvatte, werd in 1996 voltooid voor een bedrag van $ 430 miljoen. Deze omvatten de herschikking van Arizona State Route 188 niet langer over de damkruin maar over de nieuwe Theodore Roosevelt Lake Bridge stroomopwaarts van de dam, renovatie van de waterkrachtcentrale en een tunnelcontract dat bekend staat als de "Lake Tap" voor het creëren van nieuwe afvoerkanalen om water in de elektrische turbines van de waterkrachtcentrale te brengen. Kort na de voltooiing kwam het gebied echter in een langdurige periode van droogte terecht, en het zou enige tijd duren voordat de nieuw verhoogde capaciteit in gebruik werd genomen, waarbij het meer uiteindelijk pas in februari 2009 een historisch niveau van 100% capaciteit bereikte.
Als gevolg van de reconstructie heeft de dam een volledig gewijzigd uiterlijk ten opzichte van toen hij oorspronkelijk op de lijst van National Historic Landmarks stond. De oorspronkelijke puin-metselwerkdam was volledig ingekapseld in beton en de structurele hoogte werd verhoogd van 86 m tot 109 m. Omdat de dam niet langer de kenmerken had van het ontwerp, de materialen, het vakmanschap en het gevoel of de associatie die hij had toen hij oorspronkelijk op de lijst stond, werd de aanduiding National Historic Landmark op 10 maart 1999 ingetrokken.

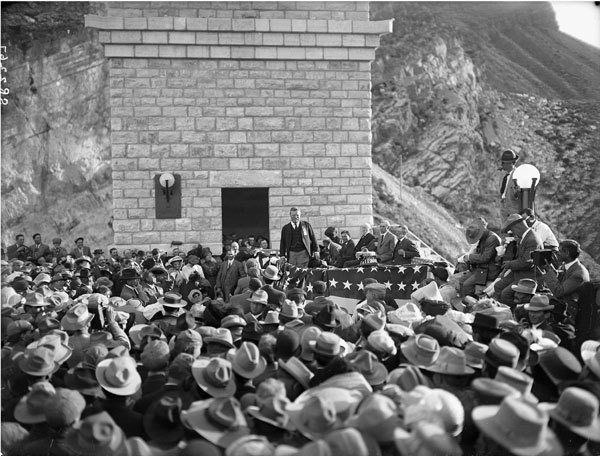
President Roosevelt spreekt bij de inhuldiging van de Rooseveltdam in 1911
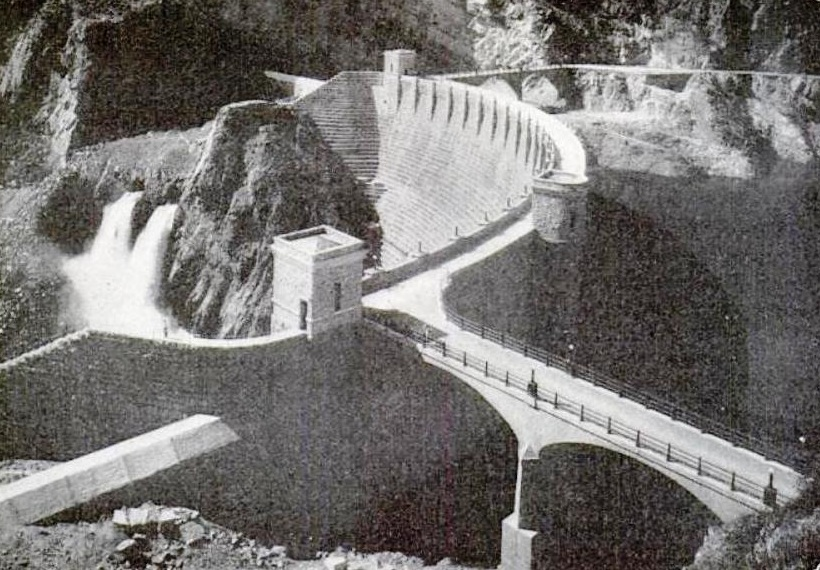
Roosevelt Dam (1911)
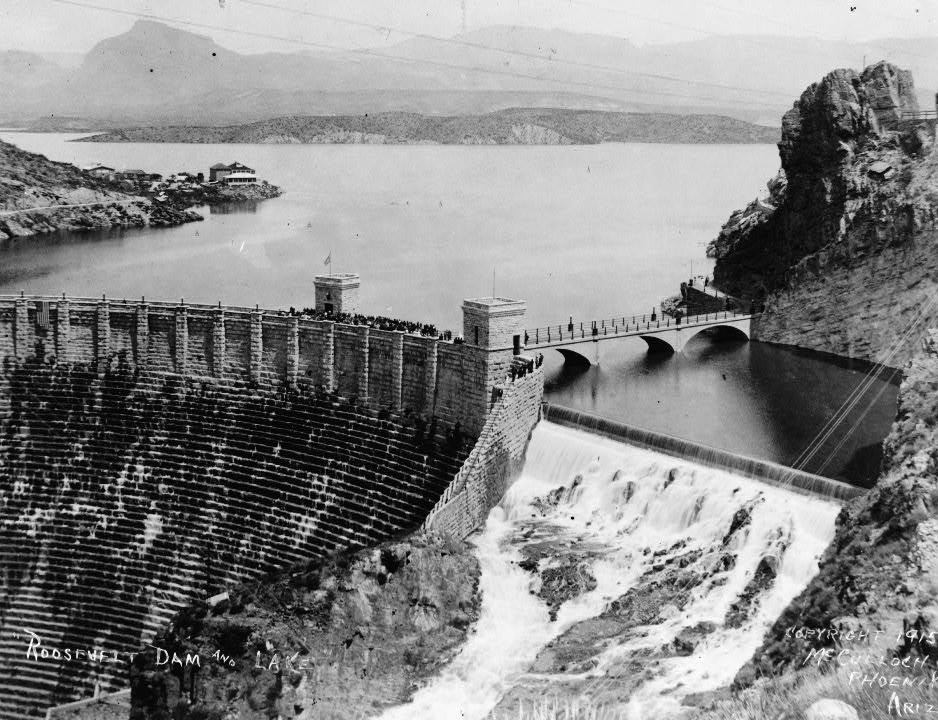
Roosevelt dam (1915)